# Roanoke (fleuve)
Pour les articles homonymes, voir Roanoke.
Le Roanoke (en anglais : Roanoke river) est un fleuve de la Virginie et de la Caroline du Nord aux États-Unis, qui coule des Appalaches vers l'océan Atlantique, sur une longueur de 660 kilomètres. 
Il draine une grande superficie de la plaine rurale côtière depuis le Piedmont des Appalaches jusqu'à la baie d'Albemarle. Le fleuve a joué un rôle important dans l'histoire du pays, il était le site des premières implantations de colonies de Virginie et de Caroline.
Son cours supérieur, entre Roanoke et Clarksville, est aussi appelé le Staunton. Il est retenu sur une grande partie de son cours moyen pour former une série de réservoirs. En 2011, American Rivers a désigné le Roanoke, le troisième cours d'eau le plus menacé du pays, de par un projet d'extraction d'uranium sur un de ses affluents à Coles Hill, près de Danville, en Virginie.

## Parcours
Le fleuve prend sa source dans les montagnes Blue Ridge, à la confluence des rivières North Fork et South Fork, au sud-ouest de l'État de Virginie, dans le comté de Montgomery. Leurs eaux réunies coulent vers le nord-est pendant environ 15 km vers Salem, puis vers l'est et la ville de Roanoke. Le Roanoke marque alors la limite entre les comtés de Franklin et de Bedford.
Il coule alors globalement vers le sud-est et l'est à travers le Piedmont et entre ainsi en Caroline du Nord. Il franchit une ligne de faille par des rapides près de la ville de Roanoke Rapids. Ensuite, il se dirige vers le sud-est en zigzaguant à travers la plaine côtière et en traversant le refuge faunique national de Roanoke River. Il termine sa course en obliquant vers le nord juste avant de rentrer dans la baie d'Albemarle.
Deux retenues successives forment deux lacs artificiels sur son parcours dans le Piedmont : le lac de Smith Mountain et le lac de Leesville (en). Plus en aval, il forme également la retenue du lac Kerr avec le barrage John H. Kerr, puis celle du lac Gaston.

## Histoire
Le fleuve est le berceau de nombreux peuples amérindiens comme les tutelos (en) et les Occaneechi (en). Le nom même de Roanoke est le dérivé de rawrenok, un mot algonquien qui signifie wampum (collier de coquillages utilisé par les Amérindiens du Nord-Est du continent américain).
Les inondations fréquentes au printemps l'ont fait appeler la « rivière de la mort ». Les premiers colons de Virginie s'y sont installés à la fin du  XVIIe siècle. Le cours supérieur a été exploré par Abraham Wood (en) à la même époque, mais il n'a été colonisé qu'au XVIIIe siècle.
En 1883, la petite ville de Big Lick est choisie pour être le terminus de la Norfolk and Western Railway et son point de rencontre avec la Shenandoah Valley Railroad (en). Big Lick a été rebaptisée Roanoke du fait de la traversée du fleuve à cet endroit.